# 발덴고

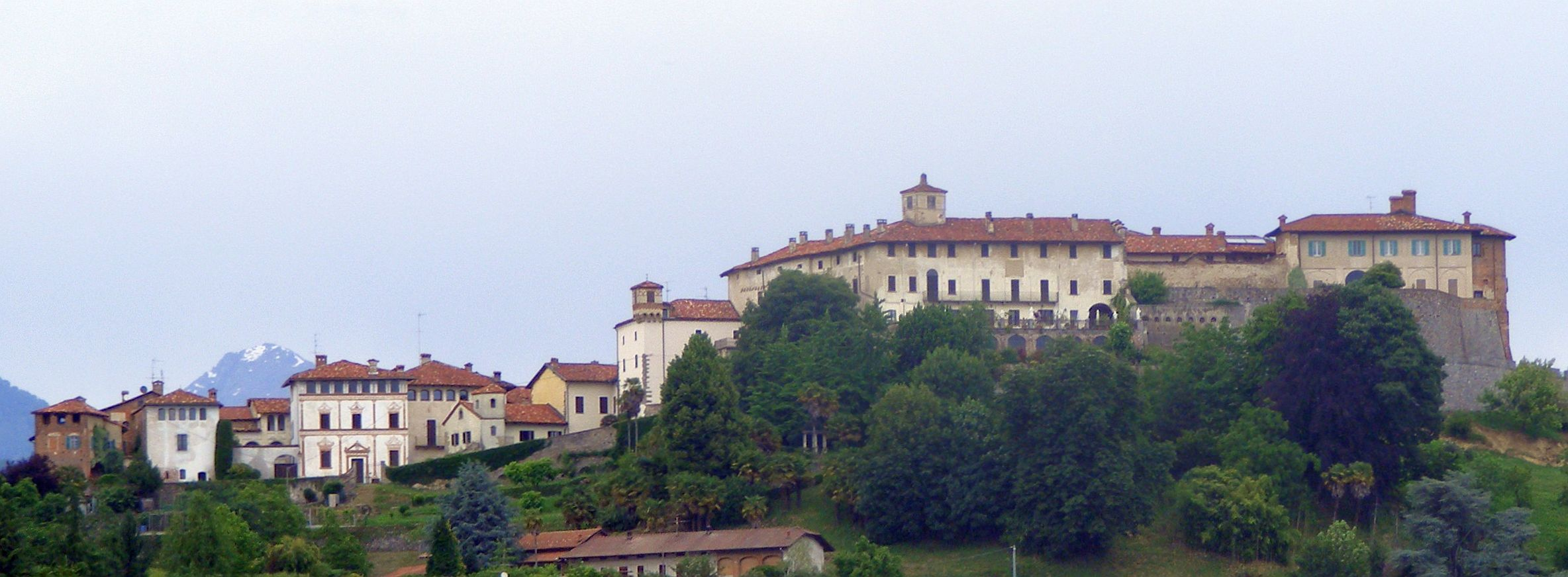
발덴고

발덴고(이탈리아어: Valdengo)는 이탈리아 피에몬테주 비엘라도에 위치한 코무네로 면적은 7.7km2, 높이는 285m, 인구는 2,567명(2007년 12월 31일 기준), 인구 밀도는 330명/km2이다. 토리노에서 북동쪽으로 약 60km, 비엘라에서 남동쪽으로 약 3km 정도 떨어진 곳에 위치한다.